# Loading (canal de televisión)
Loading fue una cadena de televisión brasileña. Inició transmisiones el 7 de diciembre de 2020, y contó con una programación enfocada en diversos temas sobre culturas pop, geek, y e-sports, además de transmitir series y películas. 
El 27 de mayo de 2021, dejaría de transmitir programas propios, transmitiendo únicamente reposiciones y contenido de terceros. Cesó sus emisiones el 28 de noviembre del mismo año, cuando fue sustituida por Ideal TV, anterior ocupante de sus concesiones, hasta que se resolvieron cuestiones legales relacionadas con esta última.

## Historia

### Antecedentes
En 2013, Abril Radiodifusión concluyó las actividades de la MTV Brasil, en el aire desde 1990, y devolvió los derechos de uso de la marca «MTV» en el país a su detentora, la Viacom, que gestiona el canal original estadunidense. La red, con transmisión en señales de televisión abierta y cerrada, tuvo su programación sustituida por reprises de programas de Ideal TV, canal que a Abril había operado entre 2007 y 2009 por la televisión pagada. En diciembre del mismo año el grupo inició el proceso de venta de la concesión y de la estructura física de la emisora, concluido en octubre de 2015, para los hermanos empresarios José Roberto Garcia y Paulo Roberto Garcia, dueños de la red de varejo Kalunga, y José Roberto Maluf, dueño de la agencia de publicidad Spring Comunicación, que se hace presidente de la emisora. Posteriormente, el control del canal pasa a ser sólo de la Spring.
La idea inicial de los nuevos dueños era hacer un canal, con foco en cine, música, entretenimiento y el mundo de las celebridades a los moldes del canal estadounidense E!. Sin embargo, esa idea fue maturando al largo de los años y, en octubre de 2020, fue anunciado públicamente que el nuevo proyecto - en sustitución del  Ideal TV - sería un canal de entretenimiento con enfoque a los públicos geek, otaku y gamer - con contenidos de cultura pop, esports, series, películas, animes, tokusatsu, de entre otros - denominado Loading. Con Thiago Garcia como CEO, el equipo de la emisora ya contaba con especialistas en las áreas de entretenimiento, tecnología y comportamiento joven. En una entrevista, Thiago afirmó que el canal sería una solución de entretenimiento para una cuota del población brasileña que no tiene acceso a ese tipo de contenido vía streaming.
El 2 de diciembre, Loading anunció una asociación con Sony Pictures para la exhibición de más de cien títulos, entre películas, series y anime.

### Estreno
A las 7:53 p. m. del 3 de diciembre, la señal de Ideal TV se interrumpe por unos segundos, dando paso a una imagen inspirada en una tarjeta de prueba de un monoscopio con las palabras «Please stand by». En torno a las 19:59 horas, la emisora sale definitivamente del aire en TV abierta, cerrada y digital vía satélite, seguida del satélite analógico Star One C2. Poco más de un minuto después, comienza la programación experimental de Loading con la aparición del personaje Mr. 52X en el conmutador de la emisora, que anuncia una «invasión» a la señal seguida de la transmisión del primer episodio del anime Saint Seiya: The Lost Canvas con una cuenta regresiva para el lanzamiento oficial. Tras la exposición, se emite el monoscopio, alternando con breves escenas protagonizadas por Mr. 52X y avances de otras animaciones que se mostrarían en el canal. El día 4, el canal anunció una alianza con Crunchyroll para la exhibición exclusiva de anime en horario de máxima audiencia, un rango que va desde las 6 p. m. hasta la 1 a. m.

### Primeros meses en el aire
El 7 de diciembre, a las 20:28 horas, tras el estreno de un episodio de Transformers: Cyberverse, aparece el personaje «Mr. 52X» despidiéndose de los espectadores con un discurso ofreciendo el canal a disposición del público, seguido de una cuenta atrás que contiene todos atracciones Dos minutos después se emitió una edición especial de estreno del programa Multiverso, que abrió definitivamente las transmisiones del canal y recibió a todo su elenco para presentar la programación, además de anunciar la alianza con Funimation para mostrar más de treinta títulos de animes a través de un bloque exclusivo. En la misma noche, también hubo el debut del programa MetaGaming -que fue suspendido después de 4 días y luego cancelado- y la transmisión en vivo de la primera edición de la Liga Loading de Esports (LLE) con un torneo de Campeonato Brasileiro de League of Legends (CBLoL), con la participación de seis equipos.
En enero de 2021, un informe de Kantar IBOPE Media en el Panel Nacional de Televisión mostró que Cargando había alcanzado los 10 millones de espectadores en el período comprendido entre el 8 de diciembre y el 4 de enero, logrando aún una gran repercusión en las redes sociales. Los datos de Google Analytics también señalaron que el sitio web de la emisora tuvo 4,7 millones de visitas. En la Región Metropolitana de São Paulo, el canal creció un 134% en audiencia en su primera semana al aire, con la mayor contribución de la audiencia joven entre 25 y 34 años. Los mayores incrementos de la audiencia en casa se dan en el intervalo de 7 a 12 h (con un 173 %) y de 18 a 1 h (con un 132 %). También según Kantar IBOPE Media, en los primeros 45 días al aire, el canal alcanzó importantes números de audiencia en el Gran São Paulo, superando en algunos momentos a las emisoras tradicionales de la ciudad como Rede Brasil, Gazeta, Cultura, RedeTV! y Band.
El 18 de enero se anunció que Loading firmó un acuerdo con el proveedor Garena para transmitir en exclusiva la Liga Brasileña de Free Fire entre enero y abril. El 23 de enero, Cargando registró un récord en audiencia en casa (PNT), superando a dos de las principales emisoras en abierto. Los días 23 y 24 de enero pasaron por el canal 2,9 millones de personas, un 18% más que el alcance medio de los cuatro fines de semana anteriores.
El 3 de febrero de 2021, el canal cierra una alianza con los operadores Oi y Vivo para la expansión de la señal en todo el país también a través de Claro TV y SKY, además de firmar un acuerdo con el juego Booyah! Free Fire. El motivo del cierre de la sociedad fue la buena repercusión de las transmisiones en vivo de la Liga Brasileña de Fuego Libre, duplicando la audiencia del canal.
El 19 de febrero, el canal transmitió una entrega de premios mundiales de anime en vivo a las 10 p. m. El evento Crunchyroll Anime Awards se transmitió en las plataformas digitales de la emisora: Facebook, YouTube y Twitch, y por primera vez en TV abierta. El anuncio de los ganadores se realizó durante el programa Mais Geek, con una duración de una hora y media.

### Crecimiento y noticias
Con el aumento de la audiencia del canal, Loading anuncia el lanzamiento de una nueva programación, denominada Fase 2 en referencia a las fases de un videojuego, con un enfoque principal en los deportes electrónicos y los juegos. El 9 de marzo se anuncia MVP - The Best of Esport, el nuevo programa de esports del canal - en reemplazo definitivo de Metagaming - debutando junto con la nueva programación.
El día del estreno de la Fase 2, el 15 de marzo, debido a las restricciones de circulación en São Paulo por el aumento de casos de COVID-19 en el estado, todos los programas de la emisora pasaron a ser producidos vía home office; afectando también a la nueva atracción, que, por tanto, se alzó con el título provisional de Esquenta MVP. Con el éxito de la Liga Brasileña de Free Fire (LBFF), alcanzando más de 751 mil visitas en el sitio web oficial en la transmisión vía streaming, el canal también anunció la transmisión en vivo de Camplota, que es la versión femenina de la LBFF, trayendo una un equipo exclusivamente femenino, incluidas narradoras, reporteras y comentaristas. La transmisión comienza el 28 de marzo.
En los meses de abril y mayo, Loading exhibió PUBG Mobile Pro League Brasil, Spike Series, Desafio dos Comédia, Copa Netenho y Red Bull Campus Clutch.

### Retiro de Kalunga y fin de actividades
El 27 de mayo, la cadena anuncia el despido de la totalidad de sus casi sesenta empleados, entre presentadores, directores y productores, poniendo fin a la emisión de programas en vivo en menos de seis meses al aire. Una de las razones fue el retiro de Kalunga de invertir en el canal, a pesar del crecimiento de los anunciantes, como Motorola, Havaianas y Cacau Show. Kalunga también vive una grave crisis financiera, con deudas cercanas a R$ 480 millones. Con el fin de la emisión de programas propios, el canal pasa a mostrar solo reposiciones de series y anime en la programación. Cerca de las 18:00 horas, el programa Multiverso no se transmitió, siendo emitido en su lugar el noticiero De Olho no Mundo, cogiendo por sorpresa al público e incluso a los presentadores que habían sido despedidos. Tampoco se mostraron programas posteriores como Mais Geek, siendo reemplazados por reposiciones. 
Los exempleados del canal, además de publicar mensajes de agradecimiento al público y anunciar el final de los programas en las redes sociales, también sostuvieron una reunión horas después del anuncio de la renuncia, con transmisión en las plataformas en línea Discord y Twitch para responder preguntas del público, además de exponer algunas situaciones tras bambalinas.
El día 28, el director general Thiago García, responsable de los despidos masivos, comenzó a bloquear a los ex empleados de la emisora y parte de la prensa, luego de ser cuestionado y posteriormente desactivó su cuenta de Twitter, debido a la presión del público sobre el final del canal en vivo. Además, uno de los excolaboradores llegó a afirmar que no había ninguna posición por parte de la emisora en relación con el cambio de parrilla. Incluso se especuló sobre una posible cesión de tiempo para la Iglesia Universal del Reino de Dios, que no se concretó.

### Interés del Grupo Joven Pan, cancelación de concesiones y fin oficial del canal
Tras el final de la emisión de los programas propios, surgieron especulaciones sobre la venta del canal. El 6 de julio, sitios web especializados informaron que estaban concluyendo las negociaciones para una sociedad con el Grupo Joven Pan, que pretendía lanzar un canal de televisión periodístico. Sin embargo, la Sala Cuarta del Tribunal Regional Federal de la 3.ª Región anuló en noviembre de 2020, un mes antes del debut de Loading, el traspaso de las concesiones de los canales de televisión de Abril a Spring por haberse realizado sin autorización del Poder Ejecutivo y resolvió que la Unión debe realizar un nuevo proceso de licitación de las subvenciones. El locutor logró mantenerse al aire a través de un amparo que solicita revisión de la condena por parte del Ministério Público Federal (MPF), otorgado por la Justicia. El 19 de agosto se dio la decisión final de cancelar las concesiones otorgadas por Abril y Primavera y devolver la concesión al Ministerio de Comunicaciones.
El 26 de noviembre de 2021, el canal insertó una nota al pie de página informando que su programación, hasta entonces compuesta por reposiciones y el noticiero De Olho no Mundo, sería reemplazada por los programas de la Iglesia Mundial del Poder de Dios, programas que anteriormente eran transmitidas por Ideal TV. La exposición es provisional hasta que se resuelvan las cuestiones legales que involucran las concesiones de Spring, que permanecen en secreto tras la presentación de embargos contra la decisión del 19 de agosto. El último programa que emitió fue el episodio 34 del anime Black Clover y luego de un intervalo de viñetas, la señal se interrumpió a la medianoche del día 28, dando paso a la programación de Ideal TV.

## Programación
La programación de Loading estuvo enfocada en atracciones sobre cultura pop, esports, películas, series, anime, tokusatsu, k-pop, entre otros.

## Controversias

### Despido del equipo de esports
El 11 de diciembre de 2020, menos de una semana después de su debut, Loading atraviesa su primera crisis interna con el cierre de todo su equipo de esports, incluidos los periodistas de la sala de redacción y los presentadores de programas de Metagaming, Barbara Gutierrez y Chandy Teixeira. Los profesionales que fueron despedidos del canal alegaron en sus perfiles en las redes sociales que el motivo fue «desalineación editorial», insinuando que habrían sido objeto de «censura». Según un reporte publicado por The Esports Observer, las quejas habrían comenzado por la insatisfacción de la gerencia de Loading con el contenido presentado en las dos primeras ediciones de Metagaming . En su estreno el 7 de diciembre, el programa emitió un informe de investigación sobre un posible esquema de fraude relacionado con una campaña de recaudación de fondos dirigida por jugadores en Twitch, llamada «caso Sparda». Disconforme con el material, la dirección le habría advertido a la producción que el objetivo del canal era ser «un lugar feliz, sin temas polémicos». A pesar de eso, el programa presentó en su segunda edición (el 8 de diciembre, la última que salió al aire) un reportaje abordando la salida del equipo Vivo Keyd del Campeonato Brasileño de League of Legends, presentando un destaque negativo para Riot Games, desarrollador del evento, debido al anuncio de la empresa Oi (competidora directa de Vivo) como nuevo patrocinador.
En reacción al informe, la gerencia de Loading despidió al editor en jefe de esports Vicenzzo Mandetta al día siguiente (10 de diciembre) y reforzó al equipo la idea de producir solo noticias positivas, siguiendo una «agenda positiva» del canal, prohibiendo aborda temas controvertidos o incluso reportajes que denuncian y discuten el sexismo o la discriminación en los deportes electrónicos. Molesto con la decisión, el equipo de Metagaming se quejó de la censura y envió a la gerencia una lista de demandas, reclamando la libertad de expresión y la producción de su material «con la seriedad que exigían las situaciones», demandas que fueron rechazadas. Esta actitud hizo que todo el equipo compuesto por 12 periodistas acordara renunciar al día siguiente, sin embargo, la dirección de Loading terminó por anticiparse a esta decisión y despidió a los profesionales. Tras la repercusión del caso en la prensa especializada, Loading informó en un comunicado que el programa Metagaming sería reformulado «por el desajuste entre el posicionamiento de Loading, enfocado en el entretenimiento, y la redacción del programa […]» y que buscaría «entregar contenido que potencie aún más los Esports, pero con una línea editorial enfocada al entretenimiento».
El mismo día, un informe publicado por el portal Splash encontró que Loading aún no había firmado contrato con los profesionales despedidos y con otros que aún se encontraban en la estación. La empresa intentó firmar los contratos, a toda prisa, para que se oficializara la terminación en la secuencia, lo que fue denegado. Por eso, los profesionales aún no habían recibido vales de transporte, vales de comida y seguro de salud. Internamente, la emisora se justifica diciendo que es una «start-up que da sus primeros pasos» y que no quería que la emisora «golpeara a socios comerciales». Declaraciones similares también fueron hechas en un artículo de The Esports Observer, donde relataron dificultades para producir material con equipos viejos que todavía eran los mismos que usaba MTV Brasil, «con tecnología de hace 20 años y sin depender siquiera de un software básico para la producción de TV». El texto alega que debido a esta presión, los empleados incluso lloraron antes de que se lanzara el primer Metagaming.
En solidaridad con el equipo de periodistas, los narradores de la Loading League of Esports también anunciaron su renuncia. El programa que saldría al aire ese día fue reemplazado por reposiciones de Multiverso.

### Condiciones de trabajo
El 16 de agosto de 2021, Nexo Jornal publicó una historia que detalla el detrás de escena de Loading. De autoría del periodista Cesar Gaglioni, el texto escuchó a exempleados del canal que denunciaron problemas laborales como falta de contrato, vales de despensa diarios bajos, agotamiento y hasta ofertas de ventajas a los clientes por parte del director comercial del canal, Roberto Kasper Severo, actual director comercial del grupo Porta dos Fundos. El reportaje tuvo gran repercusión en las redes sociales, consolidando la visión del público de Loading.